# 2 Brygada Karabinów Maszynowych (URL)
2 Brygada Karabinów Maszynowych – oddział piechoty Armii Ukraińskiej Republiki Ludowej.

## Formowanie i zmiany organizacyjne
W wyniku rozmów atamana Symona Petlury z naczelnikiem państwa i zarazem naczelnym wodzem wojsk polskich Józefem Piłsudskim prowadzonych w grudniu 1919, ten ostatni wyraził zgodę na tworzenie ukraińskich jednostek wojskowych w Polsce.
Rozkazem dowódcy 1 Dywizji Karabinów Maszynowych nr 1 z 14 września, na bazie 2 Zapasowej Brygady Strzelców, w rejonie Tłumacza rozpoczęto formowanie 2 Brygady Karabinów Maszynowych. Została przeorganizowana w ten sposób, że dawny 3 Żelazny zbiorczy kureń strzelców i 7 Chersoński zapasowy kureń strzelców zostały przeformowane w 3 kureń karabinów maszynowych, 6 zapasowy kureń strzelców w 4 kureń, 2 zapasowy pułk artylerii w 2 baterię artylerii, 2 zapasowy oddział konny w półsotnię konną brygady. Prace organizacyjne planowano zakończyć do 25 września. W pierwszej połowie października Armia URL przeprowadziła mobilizację. Brygada otrzymała uzupełnienia w postaci 622 żołnierzy.
W związku z podpisaniem przez Polskę układu o zawieszeniu broni na froncie przeciwbolszewickim, od 18 października  wojska ukraińskie zmuszone były prowadzić działania zbrojne samodzielnie.
27 października 2 Brygada Karabinów Maszynowych przybyła na front i zajęła przydzielony jej odcinek. 11 listopada, w czasie ofensywy bolszewików, przyciśnięta do Dniestru została zmuszona do przejścia granicy rumuńskiej. W Rumunii została rozbrojona i internowana. Ukraińskich żołnierzy umieszczono w obozach w Braszowie, Oradei i Fagarasu. 10 sierpnia 1921, w następstwie połączenia 1 Dywizji Karabinów Maszynowych z 5 Chersońską Dywizją Strzelców, odizolowaną na terytorium Rumunii 2 Brygadę Karabinów Maszynowych przekształcono w samodzielną brygadę piechoty. Oficjalnie istniała ona do września 1923, kiedy w związku z zamknięciem ostatniego obozu dla internowanych została rozwiązana.

## Struktura organizacyjna
Organizacja brygady w październiku 1920
- dowództwo i sztab
- półskotnia konna
- 3 kureń karabinów maszynowych
- 4 kureń karabinów maszynowych
- bateria artylerii
- intendentura brygady

## Żołnierze oddziału
| Dowództwo jednostki      |                        |       |
| Stopień, imię i nazwisko | Okres pełnienia służby | Uwagi |
| Dowódca brygady          |                        |       |
| ppłk Hnat Porochiwskyj   | 14 IX – koniec wojny   |       |
| Szefowie sztabu          |                        |       |
| ppłk Josyp Rychwalskyj   | 14 IX – 18 X           |       |
| sot. Mykoła Pyłypenko    | 18 X – koniec wojny    |       |